# 엘가나

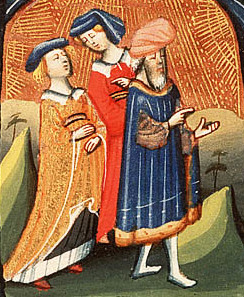
엘가나와 그의 2명의 아내

엘가나(Elkanah, 히브리어: אֱלְקָנָeh ’Ĕlqānā "엘 (신화)이 사셨다")는 사무엘상 1장에 따르면 한나 (성경 인물)의 남편이자 사무엘을 포함한 그녀의 자녀의 아버지였다. 엘가나는 일부다처제를 행했다. 덜 총애를 받았지만 자녀를 더 많이 낳은 그의 다른 아내의 이름은 브닌나였다. 사무엘을 제외한 엘가나의 다른 아이들의 이름은 나와 있지 않다. 엘가나는 이야기에서 작은 역할만 하며, 대부분 엘리 (성경 인물), 한나, 사무엘의 조연 역할을 한다.

## 탈무드
탈무드에서는 아내와 아들과 더불어 엘가나를 선지자로 나열한다.